# Barchatnaja Sopka
Der Vulkan Barchatnaja Sopka (russisch Бархатная сопка) ist eine aus andesitischem bis rhyolithischem Gestein bestehende Kette aus Lavadomen und liegt entlang des Paratunka-Flusses nordwestlich des Vulkans Wiljutschinskaja Sopka auf der russischen Halbinsel Kamtschatka. Die meisten der jüngeren Aschekegel liegen an der Süd- und Südost-Seite des Dom-Komplexes.